# ماریان زیلینسکی
ماریان زیلینسکی (انگلیسی: Marian Zieliński؛ ۲۴ دسامبر ۱۹۲۹ – ۱۳ اکتبر ۲۰۰۵ (aged 75)) ورزشکار وزنه‌برداری اهل لهستان بود.
وی در مسابقات کشوری و بین‌المللی در مجموع برندهٔ ۵ مدال طلا، ۴ مدال نقره، ۱۱ مدال برنز شده‌است.